# Webdings
Webdings es una tipografía TrueType dingmat desarrollada en 1987 e incluida en todas las versiones de Windows desde entonces. Muchos de los caracteres tienen equivalentes Unicode.
El formato de la fuente es muy diferente al de Wingdings, siendo también un texto formado por imágenes.
Entre los símbolos de Webdings, algunos pueden no tener un significado específico escritos de cierta manera. Por ejemplo, si se escriben las iniciales de New York City, "NYC", aparecen las imágenes de un ojo, un corazón y la silueta de una ciudad, leído en inglés como "I Love New York City" (Amo la ciudad de Nueva York). Estos tres símbolos en específico fueron debido a controversias con los símbolos de la fuente Wingdings.